# Метапан
Метапан (исп. Metapán) — город в Сальвадоре, расположенный в департаменте Санта-Ана недалеко от границы с Гватемалой и Гондурасом.

## История
22 августа 1823 года Метапану было присвоено звание города. В 1824 году он вошёл в состав департамента Сан-Сальвадор, а с 1855 года является частью департамента Санта-Ана.

## Географическое положение
Центр города располагается на высоте 477 м над уровнем моря. На территории муниципалитета находится национальный парк «Монтекристо».

## Экономика
В Метапане жители занимаются выращиванием кофе и сахара, ловлей рыбы, в городе расположен молочный завод, развито производство строительных материалов. Многие товары идут на экспорт в соседнюю Гватемалу.

## Демография
Население города по годам:
| 1992   | 2012   |
| ------ | ------ |
| 15 148 | 22 841 |